# خوسه کابررا (بازیکن بسکتبال)
خوسه کابررا (اسپانیایی: José Cabrera‎؛ ۲۲ ژانویه ۱۹۲۱ – ۲۹ ژوئیهٔ ۲۰۱۶) بازیکن بسکتبال اهل مکزیک بود. وی در بازی‌های المپیک تابستانی ۱۹۴۸ و ۱۹۵۲ شرکت کرده‌است.